# 鉄翁祖門

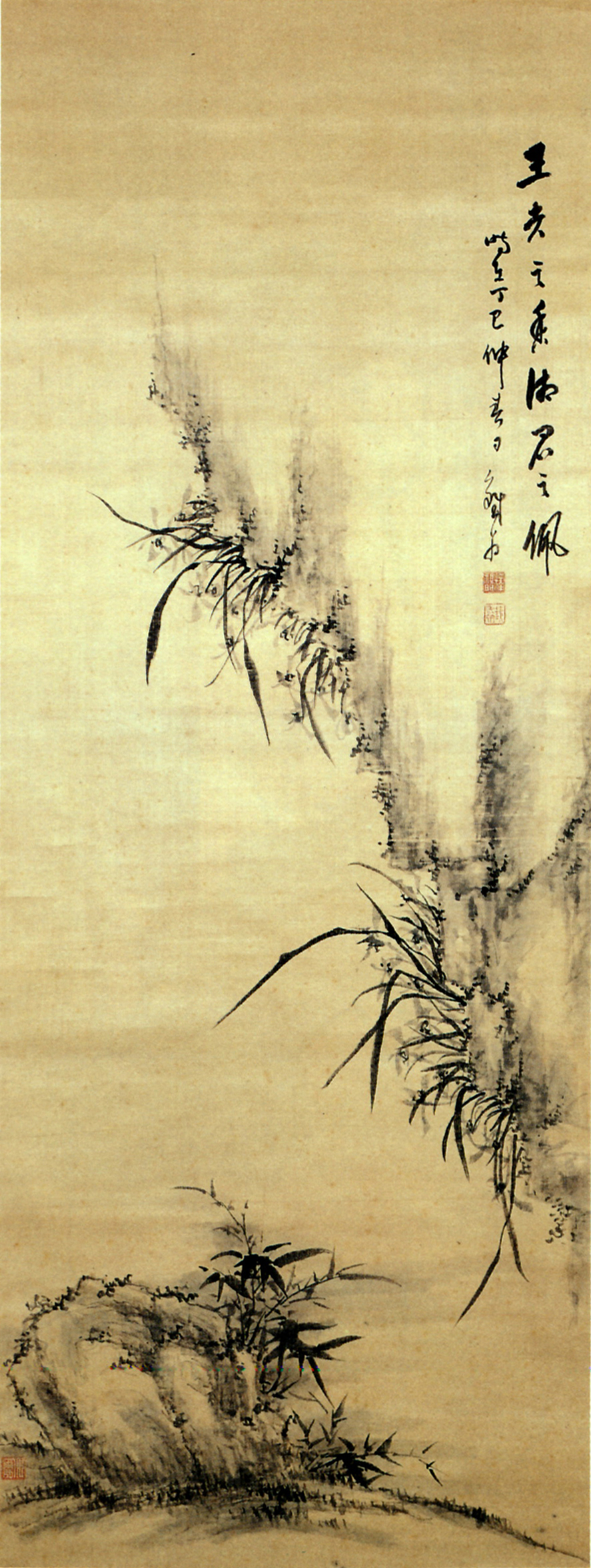
蘭図 紙本墨画 1857年 長崎歴史文化博物館

鉄翁 祖門（てつおう そもん、寛政3年2月10日（1791年3月14日） - 明治4年12月15日（1872年1月24日））は、幕末長崎で活躍した南画家である。木下逸雲・三浦梧門と共に長崎南画三筆とされる。
本姓日高氏。諱は祖門、道号を鉄翁とした。別号に明言・魚光・銕道人・蓮舟人など、室号は太素軒。

## 略伝
長崎銀屋町の桶職人日高勘右衛門の子。11歳で父を亡くし、華嶽山春徳寺13世玄翁和尚に養育される。
幼少より画を好み、はじめ唐絵目利の石崎融思に漢画を、文化元年（1804年）からは来舶清人の江稼圃に師事して南画を学ぶ。
師が没した文政3年（1820年）に春徳寺14世住持となる。文政10年（1827年）、51歳の田能村竹田が春徳寺の鉄翁を訪問。ふたりはこの邂逅を「前世からの知己」と大いに喜んだ。天保年間には親友木下逸雲とともに清人陳逸舟の門下となり、山水図や蘭竹図の画法を伝授された。
56歳のときには京都・大坂・江戸に遊歴。特に京都では貫名海屋・日根対山・中西耕石・安田老山・金子雪操・鼎金城・前田半田らと交わった。
嘉永3年（1850年）、60歳で退隠すると東淵山雲龍寺に移り、居室を「太素軒」とし書画禅三昧の日々を過ごす。この時代を特に太素軒時代といい墨蘭竹図・山水図などに名品が多い。蘭竹画、とりわけ四君子のひとつ蘭画の第一人者として知られた。
維新後、再び春徳寺に戻り最晩年を過ごす。81歳にて入寂。。明治16年（1883年）に、門人・倉野煌園により『鉄翁画談』が上梓されている。

## 門弟
- 滝和亭
- 安西雲煙
- 村田香谷
- 大倉雨邨
- 倉野煌園
- 川村雨谷
- 長井雲坪
- 松尾琴江
- 立花鉄嵓
- 中村陸舟
- 守山湘颿

## 作品
- 「米法山水図」1857年  長崎歴史文化博物館
- 「蘭図」1857年
- 「秋景山水図」1858年
- 「水墨山水図」1860年
- 「水墨山水図」1862年
- 「秋景山水図」1865年
- 「雪中山水図」1868年
- 「蘭竹牡丹図」1871年